# Гостагаевский сельский округ
Гостага́евский се́льский о́круг — административно-территориальная единица в составе Анапского района Краснодарского края. В рамках муниципального устройства относится к муниципальному образованию город-курорт Анапа.
Административный центр — станица Гостагаевская.

## Население
| 2002 | 2010  | 2017    |
| ---- | ----- | ------- |
| 9006 | ↗9819 | ↗12 330 |

## Населённые пункты
В состав сельского округа входят 3 населённых пункта:
| № | Населённый пункт | Тип населённого пункта | Население |
| - | ---------------- | ---------------------- | --------- |
| 1 | Гостагаевская    | станица                | ↗16 438   |
| 2 | Коваленко        | хутор                  | ↗6        |
| 3 | Малый Чекон      | хутор                  | →41       |